# Chatty Chatty
«Chatty Chatty» es una canción del grupo jamaicano de ska Toots and the Maytals compuesta por el líder de la banda Frederick Toots Hibberty publicada en 1980 en su decimosexto álbum Just like that. 'Chatty chatty' en el lenguaje jamaiquino significa 'hablador' en el sentido de 'chivato' o 'cotilla'.
Ha sido versionada en lengua vasca por el grupo español de ska/punk Kortatu con el título de Sarri, Sarri, cambiando el significado original de la letra para hacer referencia a la fuga de la prisión de Martutene que realizó en 1985 Joseba Sarrionandia, uno de los escritores contemporáneos más reconocidos en dicha lengua.
En Argentina fue versionada por Dancing Mood, una big band de ska y reggae eminentemente instrumental, y con importantes participaciones internacionales.